# Château de la Barbazanié
Le château de la Barbazanié est un château situé à Fontrieu (anciennement Castelnau-de-Brassac), dans le Tarn (France).

## Historique

### Origine
La première mention du lieu-dit la Barbazanié est faite en 1685, lorsqu'un juge de confession protestante y habitant, Jean Guy, abjure sa foi. On en trouve ensuite une mention le 25 novembre 1764, après la mort de monsieur de Belfortès, peut-être seigneur des lieux, dans un acte concernant le recouvrement d'une dette.

### XVIIIe siècle
Le château de la Barbazanié est élevé au tournant des XVIIIe et XIXe siècles, par la famille des Corbière de Valès. Cette dernière est une famille noble, comme le prouve une lettre de 1858 démontrant leur filiation et leur noblesse, et tient son nom du hameau de Valès, au village de Le Bez. L'écrivain maritime Édouard Corbière est par ailleurs issu d'elle. 
La famille de Valès, à travers Ernest de Valès (24 août 1837 - ?), est mentionnée comme habitant toujours le château en 1875, en 1878, 1882 et 1883. Ce dernier figure au comité d'expropriation du département pour les années 1874-1875 et 1877-1878. 

### XXe siècle
De 1906 à 1914 (au moins), il appartient à une certaine madame Monnerot-Dumaine, née de Pistoye. En 1906, elle proposait d'offrir gratuitement un terrain pour la construction d'un arrêt de train sur la ligne de Chemin de fer de Castres à Murat-sur-Vèbre à la Barbazanié, projet non retenu. 
En 1924, la préfecture du Tarn réfléchit à la possibilité d'acheter la demeure pour y installer un sanatorium ou un préventorium destiné aux femmes atteinte de tuberculose. Néanmoins, la propriétaire vend finalement l'édifice à un industriel de la région et non pas au département. 

## Architecture
Le château de la Barbazanié se présente sous la forme d'un bel édifice rectangulaire à 11 travées et 3 étages. Il est flanqué par deux tours carrées à toits en pavillon (ou en poivrière). Au centre de la façade principale se trouve un avant-corps sur trois travées avec un attique surplombé par un fronton en triangle. Un large balcon surplombe l'entrée et fait office de porche, tandis qu'un autre balcon, bien plus réduit, se trouve au second étage. Le toit du château est en croupe et en ardoises. Le domaine du château présente différents dépendances.
Le domaine du château comprenait une maison attenante, ainsi qu'un ensemble agricole datant de 1911.
Après de récentes rénovations, le château présente une large piscine devant l'entrée, ainsi qu'un jardin avec balustrades et des massifs floraux ornementés.